# Коммелиновые
Коммелиновые (лат. Commelinaceae) — семейство однодольных растений порядка Коммелиноцветные (Commelinales).

## Морфология
Многолетние, реже однолетние травы (иногда — травянистые лианы) с узловатыми сочными стеблями, мясистыми листьями и волокнистыми, клубневидными корнями.
Листья очередные, цельные, сидячие, плоские или желобчатые, с параллельным или дуговидным жилкованием, у основания расширены в плёнчатые, почти всегда замкнутые влагалища. У большинства видов листья опушены микроскопическими трёхклеточными железистыми волосками.
Небольшие обоеполые актиноморфные или зигоморфные цветки собраны в верхушечные или пазушные соцветия, состоящие из редуцированных соцветий типа завитков; редко цветки одиночные. Околоцветник двойной. Чашелистики в числе трёх, зелёные (редко лепестковидные и окрашенные), как правило, свободные, реже сросшиеся у основания. Лепестки ярко окрашенные, чаще синие или фиолетовые, но бывают и розовыми, белыми, жёлтыми, свободные или тоже сросшиеся, обычно их три. При отцветании лепестки превращаются в студнеобразную массу. Тычинок шесть, расположенных в двух кругах; нередко фертильны только три или даже одна, а остальные недоразвиты и видоизменены в стаминодии. Нити тычинок свободные, очень редко сросшиеся, иногда они густо опушены ярко окрашенными волосками, что делает такие цветки более привлекательными для насекомых, которые опыляют большинство видов. Завязь верхняя, обычно трёх-, реже двугнёздная; столбик нитевидный с головчатым или трёхлопастным рыльцем.
Плод — тонкостенная коробочка, иногда окруженная разросшимися или сочными чашелистиками, и тогда имеет вид ягоды. Семена обычно сетчатые, колючие и ребристые; распространяются травоядными животными и легко проходят неповреждёнными через их пищеварительный тракт.

## Роды
Семейство включает два подсемейства, четыре трибы, 47 родов и около 700 видов, произрастающих главным образом в тропиках обоих полушарий, некоторые виды растут в умеренных областях Восточной Азии, Северной Америки и Австралии. В Европе встречаются несколько заносных видов.
Во флоре России — три рода коммелиновых (коммелина, марданния и стрептолирион), при этом из каждого этого рода в России встречается только по одному виду.
- Aetheolirion Forman
- Amischotolype Hassk.
- Aneilema R.Br. — Анейлема
- Anthericopsis Engl. — Антерикопсис
- Belosynapsis Hassk. — Белосинапсис
- Buforrestia C.B.Clarke — Буфоррестия
- Callisia Loefl. — Каллизия
- Cartonema R.Br. — Картонема
- Cochliostema Lem. — Кохлиостема
- Coleotrype C.B.Clarke — Колеотрипа
- Commelina L. — Коммелина
- Cyanotis D.Don — Цианотис
- Dichorisandra J.C.Mikan — Дихоризандра
- Dictyospermum Wight
- Elasis D.R.Hunt
- Floscopa Lour. — Флоскопа
- Geogenanthus Ule — Геогенантус
- Gibasis Raf.
- Gibasoides D.R.Hunt
- Matudanthus D.R.Hunt
- Murdannia Royle — Мурданния
- Palisota Rchb. ex Endl. — Палисота
- Plowmanianthus Faden & C.R.Hardy
- Pollia Thunb. — Поллия
- Polyspatha Benth. — Полиспата
- Porandra D.Y.Hong
- Pseudoparis H.Perrier — Псевдопарис
- Rhopalephora Hassk.
- Sauvallea C.Wright
- Siderasis Raf. — Сидеразис
- Spatholirion Ridl. — Спатолирион
- Stanfieldiella Brenan
- Streptolirion Edgew. — Стрептолирион
- Tapheocarpa Conran
- Thyrsanthemum Pichon
- Tinantia Scheidw. — Тинантия
- Tradescantia L. — Традесканция
- Tricarpelema J.K.Morton
- Triceratella Brenan — Трицерателла
- Tripogandra Raf.
- Weldenia Schult.f. — Велдения